# Brigada Normanda
A Brigada Normanda (em ucraniano:  Норманська бригада, transl. Normansʹka bryhada) é uma unidade estrangeira composta por voluntários estrangeiros na Ucrânia que foi formada no início de 2022. A unidade é formada por veteranos e voluntários europeus e americanos.
O nome do grupo faz alusão ao fato de que muitos quebequenses são descendentes de colonos da região da Normandia, na França. Seus membros são quase todos veteranos militares, que têm família na Ucrânia ou ficaram simplesmente chocados com a invasão e os relatos de crimes de guerra russos.

## História

### Formação
Presumivelmente, a unidade foi criada por volta do início de março de 2022, como reação ao anúncio do presidente Volodymyr Zelenskyy que seria criada uma força de combate internacional para ajudar a defender a independência da Ucrânia contra a invasão russa. O comandante, conhecido pelo nome "Hrulf" por razões de segurança, elaborou que criara a unidade por razões pessoais que incluíam "fazer a minha parte para defender a Ucrânia, a minha família e os seus valores". Muitos cidadãos de vários países, incluindo a Suécia, Dinamarca, Polónia, Alemanha, Espanha, França, Austrália, Nova Zelândia, África do Sul, Portugal, Itália, Jordânia, Egito e Noruega, para além dos Estados Unidos, Canadá e Grã-Bretanha juntaram-se à "Brigada Normanda", uma formação descrita como uma unidade voluntária parte do Exército Voluntário Ucraniano. A unidade recrutou um bom número de veteranos, incluindo britânicos, canadenses e americanos, embora, indiscutivelmente, o combatente mais famoso que se juntou a esta unidade foi o "sniper mais mortal do mundo", que atendia pelo nome de "Wali".
Pode-se supor que a Brigada Normanda começou como independente ou como parte do Exército Voluntário Ucraniano, uma formação separada que foi estabelecida depois que Dmytro Yarosh deixou o movimento Setor Direito.
Em 2 de dezembro de 2022, a Brigada Normanda anunciou nas redes sociais que a unidade tornou-se oficialmente integrada como parte do Forças Armadas da Ucrânia, juntando-se ao ramo do Forças de Defesa Territorial, integrada à 126ª Brigada de Defesa Territorial com sede em Odessa. Os primeiros dois membros da Brigada Normanda começaram a assinar os seus contratos no mesmo dia.
Depois de encontrar inconsistências administrativas ao longo de 2023, a unidade teria retornado ao Exército Voluntário Ucraniano, onde residia até o início de novembro de 2023. A unidade anunciou em 1º de novembro de 2023 que havia se tornado o ramo estrangeiro do 48º Batalhão de Assalto Separado.
Foi alegado que o comandante da unidade era um canadense de ascendência normanda. O nome da unidade faz referência aos primeiros colonos normandos que colonizaram a Nova França durante os anos 1500 e 1600. A unidade foi alegadamente baseada em um município do sudeste da Ucrânia, relativamente perto de combates ferozes.

### Recrutamento

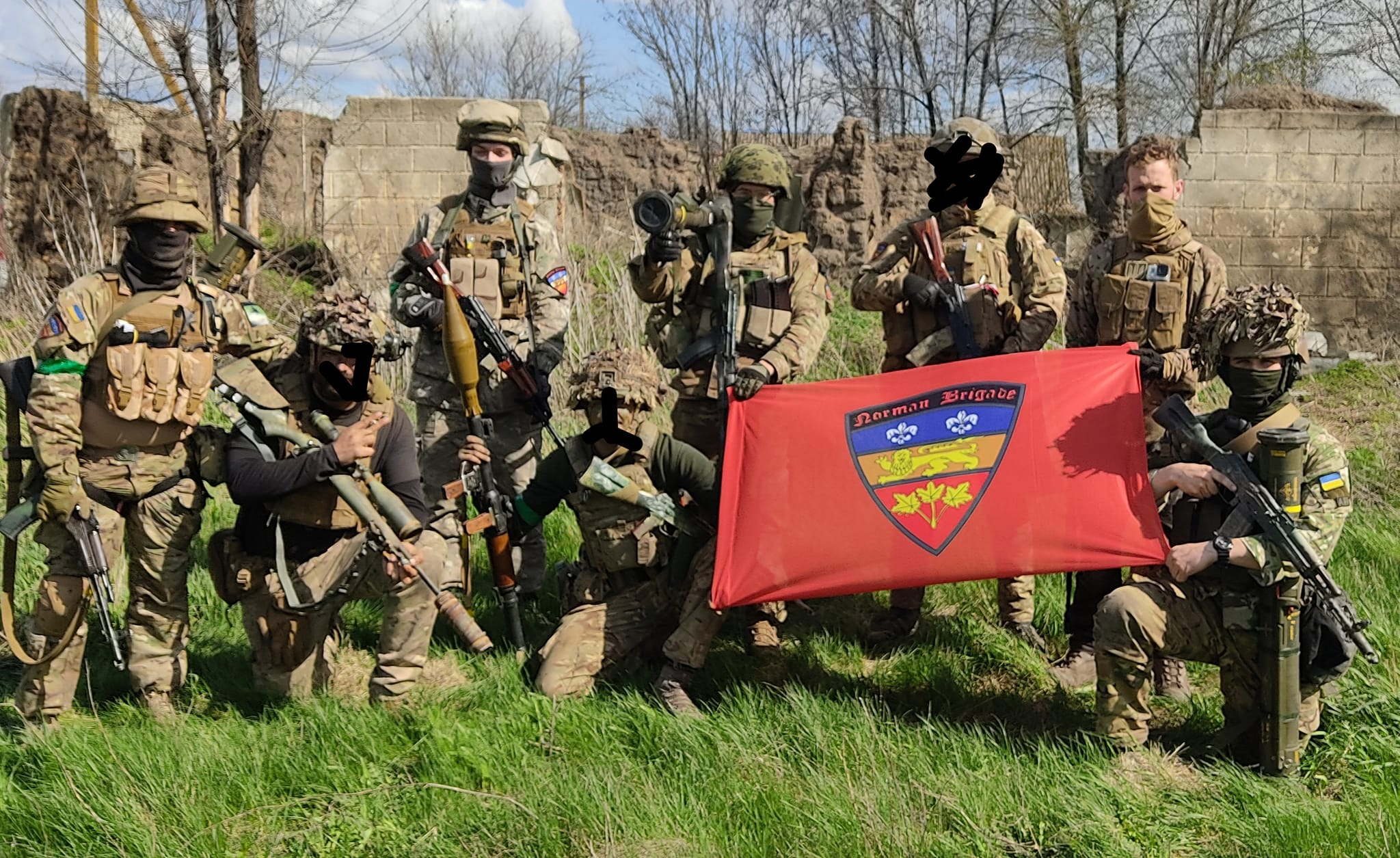
Voluntários da Brigada Normanda na Ucrânia.

A Brigada Normanda tinha um conjunto estrito de princípios para os indivíduos que procuravam juntar-se às suas fileiras, sendo estes experiência militar relevante em qualquer comércio de combate, experiência de combate, em forma e condição física "aceitáveis" e entre as idades de 18 a 45 anos. Muitas posições foram reconhecidas como abertas, variando de médicos de combate, para engenheiros de combate, especialistas em morteiros, mecânicos, instrutores, tradutores de combate, operadores de drones, e especialistas em guerra eletrônica.
No final de novembro de 2022, a unidade publicou no Facebook que estava recrutando cinco tradutores de linha de frente que atendiam aos critérios desejados. Os critérios rigorosos para os indivíduos se candidatarem eram ter uma idade adequada entre 25 e 45 anos de idade, possuir experiência militar, falar todos os três inglês, ucraniano e russo fluentemente, e ter um histórico médico limpo, bem como boa saúde. A publicação também afirmou que as vagas estavam sujeitas a acordos contratuais. Isto poderia, em última análise, sugerir que a unidade teve algumas dificuldades com a comunicação e a tradução, um problema que tem sido encontrado por muitos voluntários estrangeiros que servem na Ucrânia.
Em 19 de fevereiro de 2023, a Brigada Normanda divulgou no Facebook Um anúncio de que os esforços de recrutamento estavam novamente a decorrer, o que era semelhante ao da campanha de recrutamento inicial anterior, com a idade mínima de recrutamento agora de 18 para 21 anos de idade. A avaliação envolvia a capacidade de completar uma corrida de 10 quilômetros seguida de uma pré-seleção chamada "semana do inferno". O anúncio no Facebook foi acompanhado por um vídeo de treinamento da Brigada Normanda algures na Ucrânia, predominantemente treinamento de armamento para armas portáteis e manobras.

### Relações e aliados

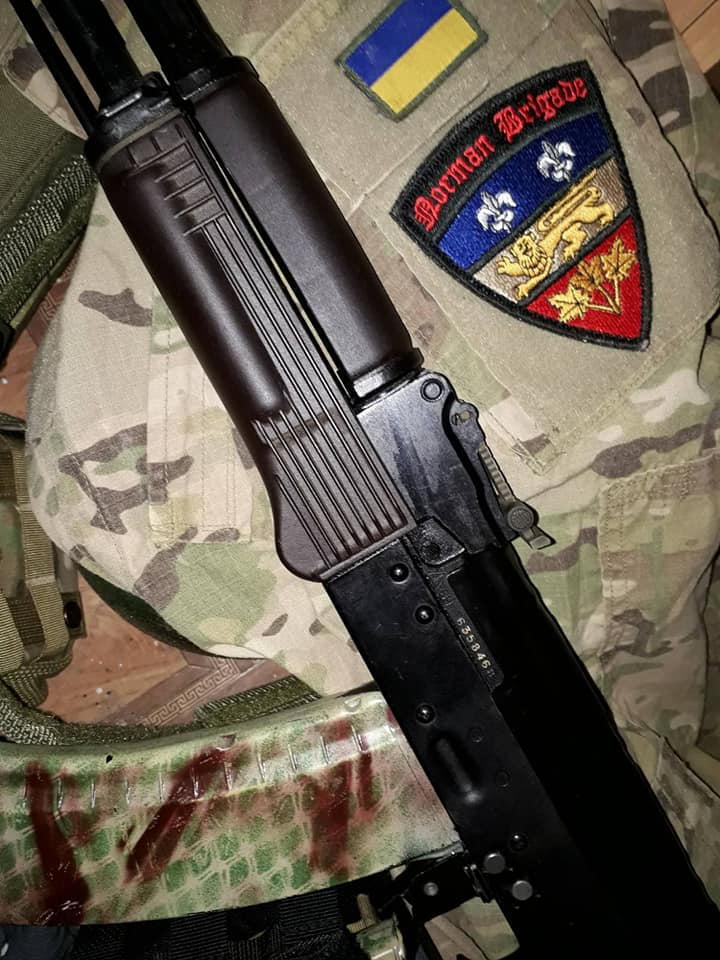
Insígnia da Brigada Normanda.

Segundo várias publicações, a Brigada tem vários aliados. Uma postagem no Facebook, publicada em julho de 2022, afirmou que, em um local não revelado, os "combatentes da liberdade" do Batalhão Sheikh Mansur, Valônia e a Brigada Normanda reuniram-se para discutir possíveis ações de multiplicação da força, a publicação continuou a agradecer às unidades que a acompanhavam e observou que "ucranianos, chechenos, valões e normandos estão a lutar contra um mal comum chamado 'supremacismo russo'. Os invasores deviam ter ficado em casa".
Diz-se que a Brigada Normanda tem fortes laços com o Exército Voluntário Ucraniano, mas teve uma pausa nas relações posteriormente definidas como uma "pausa operacional", que permitiu à unidade explorar diferentes formatos de integração com o Exército Ucraniano.

### Controvérsias e alegações

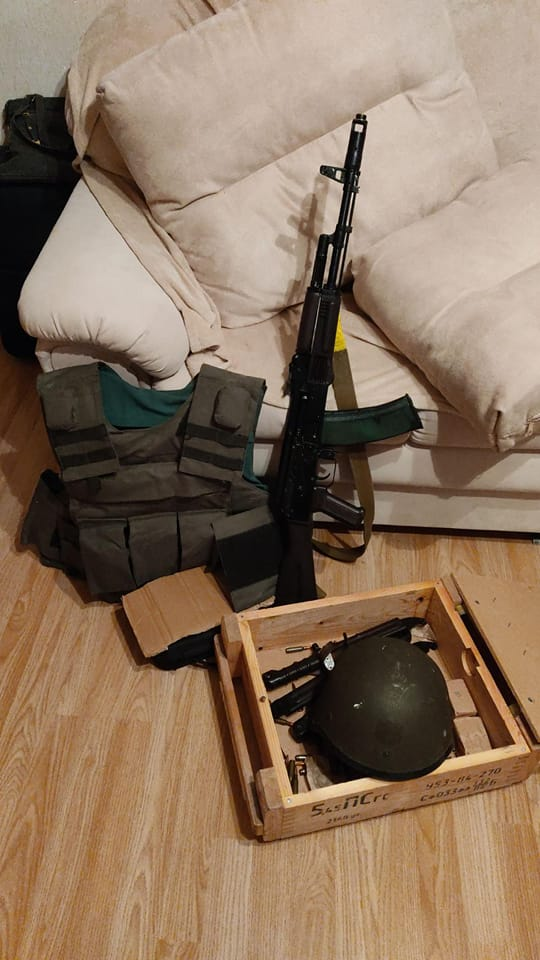
Equipamento da Brigada Normanda

Um artigo publicado pelo National Post em maio de 2022, afirmou que havia numerosos problemas com a unidade de voluntários, sugerindo que ela estava mal organizada e subequipada. Apesar disso, não havia provas sólidas que confirmassem ou reforçassem de qualquer outra forma estas alegações.
Ex-membros da unidade alegaram que a unidade, liderada por 'Hrulf', carecia de armamento e equipamento de proteção adequados, mesmo afirmando que havia apenas um punhado de fuzis Kalashnikov com munição mínima por pessoa. Além disso, as acomodações foram descritas como "masmorras", com os membros alegando receber apenas duas refeições por dia e dormindo no chão, em condições de chuva e umidade duradouras em uma escola convertida e usada como campo de treinamento à medida que o recrutamento aumentava. Apesar dessas alegações, membros notáveis da Brigada Normanda, como "Wali", discordaram que a unidade estivesse particularmente mal-equipada para a batalha, mencionando que os ocidentais consideram certos equipamentos - como suprimentos médicos, armas e munição - como o básico necessário, mas que a Brigada estava equipada da mesma forma que muitas outras unidades ucranianas.
Ex-membros críticos mais tarde afirmariam que haviam se juntado às fileiras da Legião Internacional, considerando-a mais profissionalmente competente em termos de equipamentos e liderança. Esta noção foi, no entanto, contestada pelo comandante Hrulf, apontando para mensagens de texto de combatentes estrangeiros que anteriormente deixaram a Legião devido à incompetência dos oficiais ucranianos. Além disso, uma acusação de extremismo ocorreu com membros supostamente descobrindo uma tatuagem do Sol Negro na mão de Hrulf; a qual foi contestada por outros membros.
À luz de todas essas alegações e reivindicações, a Brigada Normanda publicou vários posts no Twitter chamando o artigo do National Post de "hit piece" e impreciso, não refletindo a própria unidade de voluntários. Além disso, um espaço de uma hora no Twitter foi publicado analisando o artigo e desmascarando todas as suas alegações feitas contra a unidade.

## Guerra Russo-Ucraniana

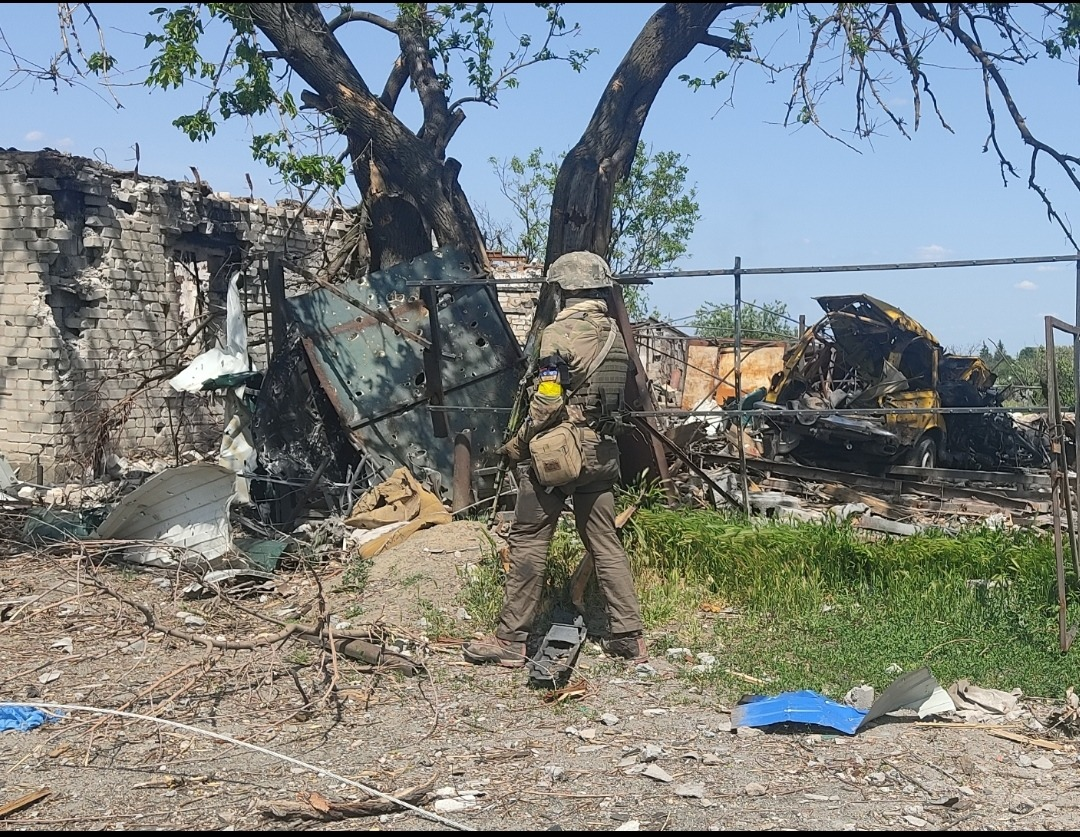
Membro da Brigada Normanda em patrulha.

### Invasão russa em 2022
Devido às publicações nas redes sociais, sabe-se que a unidade participou em várias operações nas direções sul e leste da linha de frente na Ucrânia. A Brigada declarou numa postagem no Twitter que tinha aceitado e participado em missões na Batalha de Velyka Novosilka, que se estendia entre os assentamentos de Velyka Novosilka, Neskuchne, e Vremivka.
Embora alguns afirmem que não está claro até que ponto esses estrangeiros farão uma diferença tangível na guerra, o comandante Hrulf em uma entrevista no início de 2022 afirmou que eles pareciam ser um reforço moral para os militares e civis da Ucrânia.

### Condecorações e prêmios
Em 8 de setembro de 2023, em Dnipro, soldados estrangeiros que eram membros da Brigada Normanda receberam a medalha "Irmão por Irmão". Os prêmios foram entregues pelo Comitê Conjunto de fundações de caridade e pela sede da defesa de Prykarpatia. Os primeiros a receber esta medalha foram os combatentes estrangeiros Azov, que receberam os prêmios em 2016. A co-iniciadora Iryna Forostyan disse que combatentes da Grã-Bretanha, França, Bélgica e Estados Unidos estavam lutando pela liberdade da Ucrânia.

## Membros notáveis

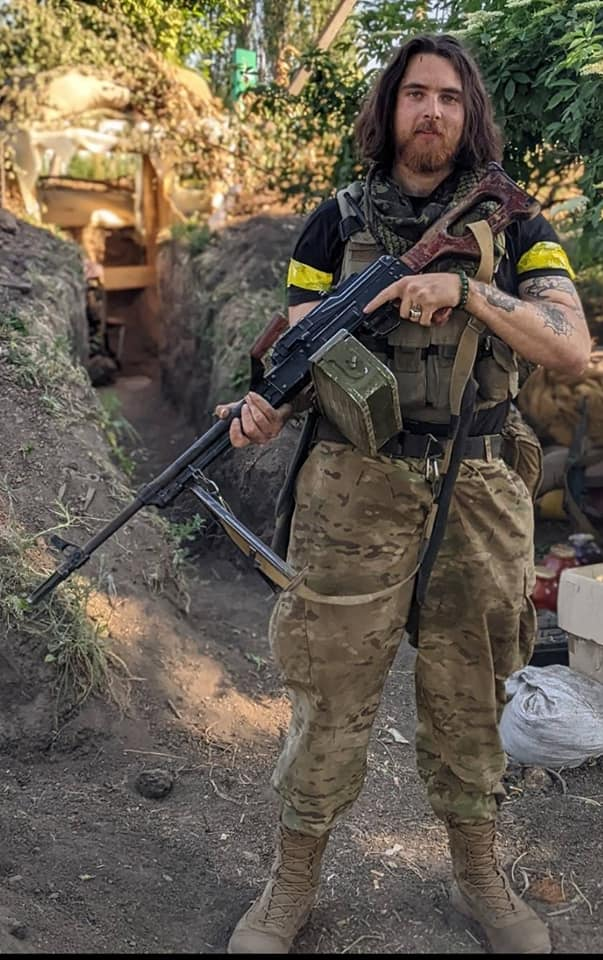
O voluntário Joshua Jones, que serviu na Brigada Normanda.

### Jean-François" Hrulf " Ratelle
Jean-François "Hrulf" Ratelle foi um ex-reservista artilheiro do Exército Canadense de Joliette, no Quebec, que mais tarde se juntou à Legião Estrangeira Francesa. Em março de 2024, foi relatado que Hrulf havia morrido de ferimentos recebidos em uma missão na região de Belgorod.

### "Wali"
Um ex-sniper do Exército Canadense do Real 22º Regimento passando pelo nom de guerre "Wali". Afirmou que se conectou com vários outros veteranos canadenses, bem como ex-soldados britânicos em sua chegada à Polônia, indo para a Ucrânia para lutar contra a invasão russa. Segundo ele, a Brigada Normanda foi iniciada como um esforço humanitário para fornecer ajuda no leste da Ucrânia por um grupo de ex-soldados canadenses. O atirador deixou a Brigada em maio de 2022 depois que Hrulf o desafiou para uma briga. Apesar disso, Wali disse sobre Hrulf: "Eu pessoalmente gosto do Comandante da Brigada Normanda... Ele é um bom combatente e guerreiro.... Estamos todos do mesmo lado contra os russos e é isso que mais importa."

### Joshua Jones
Joshua Jones dos Estados Unidos; foi morto em combate na linha de frente sob o comando da Legião Internacional de Defesa Territorial da Ucrânia. Reconheceu-se que Joshua tinha morrido durante uma missão supervisionada pela Direção Principal de Informações da Ucrânia, que envolvia a tomada de um trincheira ocupado por forças russas. Serviu brevemente na Brigada Normanda de abril a junho de 2022. As postagens de mídia social mencionaram que ele incorporou os "valores fundamentais de um normando", os quais foram exibidos no campo de batalha.